# 천지인 (드라마)
《천지인》(일본어: 天地人 덴치진[*])은 일본의 NHK에서 2009년 1월 4일부터 11월 22일까지 전 47화로 방송된 대하드라마이다. 원작은 히사카 마사시의 소설으로, 츠마부키 사토시가 주연을 맡았으며, 일본 센고쿠 시대부터 에도 시대까지 살았던 무장의 나오에 가네쓰구의 일대기를 그린 작품이다. 최고 시청률 26.0%, 평균 시청률은 21.2%이다.

## 등장인물

### 주인공과 그 일족

#### 주요 인물
- 나오에 카네츠구 - 츠마부키 사토시 (어린 시절:카토 세이시로)

(히구치 요로쿠 → 히구치 카네츠구 → 나오에 카네츠구)
우에다노쇼・히구치 소에몬의 장남. 아명은 요로쿠. 관직은 종오위하 야마시로노카미로, 통칭 "(나오에) 야마시로". 5살에 카게카츠의 시동이 되었다. 올곧은 성격으로 카게카츠에 충성을 다하다. 젊었을 때는 눈물 많은 일면이 있었다. 켄신의 유일한 제자로 인정 받으며 센토우인에게 북두칠성 같은 가신이 되도록 훈육받았다.
켄신 사후, 오타테의 난(御館の乱)에서는 쿠와도리노슈(衆, 무리)와 타케다 가문을 자기 편으로 하는 등의 전공을 올려 두각을 나타내면서 오타테의 난 종결 후, 가로로 승격. 나오에 노부츠나의 죽음과 카게카츠의 명으로 결국 나오에 가문을 잇게 하여 우에스기 가문의 집정으로 지휘봉을 흔들게 된다. 그리고 자신의 인애 사상을 상징하는 것으로 인애의 "愛(아이)" 글자 하나를 투구 위에 꽂는 장식물로 이용하였다.
오다 노부나가 사후, 도요토미 히데요시에 따른 카게카츠와 함께 상경. 그 때, 히데요시에 자신의 가신이 되게 이끌리지만 자신의 주인은 카게카츠 이외에 없다고 그 유혹을 일축했다. 에치고에서 천하만민을 위해 시야를 넓혀 우에스기 영토와 내정 그리고 친구·이시다 미츠나리를 살핀다.
히데요시 사후에 대두하는 도쿠가와 이에야스와 대립하고 미츠나리와 결탁해서 대결을 결의. "나오에장"을 일본 각지에 뿌려 이에야스를 도발했다. 그러나 미츠나리의 패배와 함께 이에야스에게 고분고분히 명령에 따른다. 이후에는 대폭적으로 감봉된 우에스기 가문의 내정에 진력하다. 그 후도 이에야스의 불의를 규탄하면서 그 자세로 거꾸로 히데타다의 신뢰를 얻었다. 만년에는 우에스기 가문과 미츠나리의 정의를 후세에 전하러 젠린 문고(禅林文庫)를 창설하고 이를 계기로 번의 정치에서 은퇴. 유유자적한 생활을 보내며 평화롭게 인생의 막을 내린다.

#### 히구치 가문
- 히구치 소에몬(히구치 카네토요) - 다카시마 마사노부

- 오후지 - 다나카 미사코

- 요시 - 니시하라 아키

- 키타 - 에바토 미로

- 오테이 - 미도리 유리에 (소녀시절:이시이 카호)

- 나츠 - 키타하라 히토미

#### 나오에 가문
- 오센 - 토키와 타카코 (소녀 시절:나미키 루리)

- 나오에 카게츠나 - 시시도 조

- 묘친니 - 만다 히사코

(오만 → 묘친니)

- 나오에 노부츠나 - 야마시타 신지

- 나오에 카츠요시 - 키카와다 마사야

(혼다 마사시게 → 나오에 카츠요시)

- 오유우 - 키치세 미치코

나오에 카게츠나의 장녀. 지다 요시히데의 어머니.
- 나오에 카게아키 - 타이가 (어린시절:스다 나오키 / 소년시절:카토 세이지로)

(타케마츠 → 나오에 카게아키)

- 오마츠 - 아이자와 리나 (어린시절:엔도 리나 / 소녀시절:마츠모토 루나, 츠츠미 미키)

- 오우메 - 나미키 루리 (소녀시절:와타나베 아오이, 니와노 유메바)

- 카요 - 아키 타케죠

- 시다 요시히데 - 시다 마사유키

- 잇시다유우(이치시다유우) - 코사카 츠요시

#### 오오쿠니 가문(오구니 가문)
- 오오쿠니 사네요리 - 코이즈미 코타로

(히구치 요시치 → 오구니 사네요리 → 오오쿠니 사네요리)

- 오에이 - 오자와 마쥬

- 오구니 시게요리 - 마키무라 센자부로

- 리츠 - 후쿠이 유코

### 우에스기 가문

#### 우에스기・나가오 일문
- 우에스기 카게카츠 - 키타무라 카즈키

(나가오 키헤이지 → 우에스기 카게카츠)

- 우에스기 켄신 - 아베 히로시

(우에스기 테루토라 → 우에스기 켄신)

- 센토인 - 다카시마 레이코

(모모 → 센토인)

- 키쿠히메 - 히가 마나미

- 우에스기 카게토라 - 타마야마 테츠지

- 하나히메(세이엔인) - 아이부 사키

- 도우만마루(우에스기 도우만마루) - 무라야마 켄타

- 타마마루 - 니시야마 준 (어린시절:하야시 켄타로)

- 나가오 마사카게- 무라타 이치도

#### 우에다의 무리(衆)
- 이즈미사와 히사히데 - 아즈마 미키히사 (소년시절:시바사키 코우쥬)

(이즈미사와 마타고로 → 이즈미사와 히사히데)

- 오요시 - 코쿠부 사치코

- 이즈미사와 히사노부 - 마나베 타쿠야

- 이즈미사와 마타지로 - 쿠사카와 타쿠야

- 이즈미사와 야사부로 - 호리카와 유키

- 구리바야시 마사요리 - 히라이즈미 세이

- 아베 마사요시 - 가츠라야마 신고 (소년시절:이토 히로토)

(아베 신스케 → 아베 마사요시)

- 후카자와 토시시게 - 스즈키 마사유키

- 아마카스 카게츠구 - 파파야 스즈키 (소년시절:아라이 카이토)

(노보리사카 후지마루 → 노보리사카 토우에몬 → 아마카스 카게츠구)

- 사쿠라이 하루요시 - 마츠오 사토루 (소년시절:아라이 켄타로)

(사쿠라이 산스케 → 사쿠라이 하루요시)

- 야마기시 나오이에 - 마쓰모토 미노루 (소년시절:미무라 카즈노리)

(후카자와 야키치 → 후카자와 야시치로 → 야마기시 나오이에)

#### 그 외 가신
- 요시에 무네노부 - 야마모토 게이

- 기타조 다카히로 - 아라이 야스히로

- 카키자키 하루이에 - 가쿠다 노부아키

- 우사미 사다미츠 - 마키 히토시

- 혼죠 히데츠나 - 토가와 타카히로

- 카나마리 치카츠나 - 소부에 스스무

- 조조 마사시게 - 와슈 이사오

- 야마자키 센류사이 - 이시이 요스케

- 모리 히데히로 - 하세가와 키미히코

- 타케노마타 요시츠나 - 히라카와 카즈히로

- 나카조 카게야스 - 시라카와 유지로

- 산본지 카게나가 - 스즈키잇코우

- 마츠다 카츠시게 - 켄모치 나오아키

- 이노우에 타카히로 - 나미키 시로

- 시라이 요시타다 - 코바야시 히로시

- 이치카와 카게키요 - 야스다 아키라

- 나가누마 미츠마사 - 미네무라 쥰지

- 이로베 요사부로(이로베 미츠나가) - 나가마치 타로

- 카미이즈미 히데츠나(카미이즈미 오모스이사) - 하야시 쿠니시로

#### 우에스기 카게토라의 가신
- 카리야스 효고 - 미이케 타카시

#### 몸종
- 오오야기 - 야마구치 카린

### 도요토미 정권

#### 도요토미(하시바) 가문
- 도요토미 히데요시 - 사사노 타카시

(키노시타 도키치로 → 하시바 히데요시 → 도요토미 히데요시)

#### 도요토미 가신과 그 일족
- 이시다 미츠나리 - 오구리 슌

(이시다 사키치 → 이시다 미츠나리)

### 도쿠가와 막부

#### 도쿠가와 가문
- 도쿠가와 이에야스 - 마츠카타 히로키

#### 도쿠가와 가신과 그 일족
- 혼다 마사노부 - 마츠야마 세이지

### 센고쿠 다이묘들

#### 오다 가문
- 오다 노부나가 - 깃카와 고지

- 아케치 미츠히데 - 츠루미 신고

- 시바타 가쓰이에 - 스가타 슌

#### 다케다 가문
- 다케다 가쓰요리 - 이치카와 에미야

- 코사카 단조 마사노부 - 오오이데 슌

#### 사나다 가문
- 하츠네 - 나가사와 마사미

- 사나다 유키무라 - 시로타 유

- 사나다 마사유키 - 이와마츠 료

- 사루토비 사스케 - 시라쿠라 유지

#### 호조 가문
- 호조 우지마사 - 이부키 고로

#### 모리 가문

##### 모리 일문
- 모리 테루모토 - 나가오 아키라

##### 코바야카와 가문
- 고바야카와 히데아키 - 카미지 유스케

- 고바야카와 다카카게 - 요코우치 타다시

#### 다테 가문
- 다테 마사무네 - 마츠다 류헤이

- 메고히메 - 안

### 그 외

#### 에치고・사도 사람들
- 홋코 젠슈쿠 - 카토 타케시

#### 교토 거주자들
- 센노 리큐 - 코야마 시게루

## 제작진
- 원작 : 히사카 마사시 《천지인》 (NHK 출판)
- 각본 : 코마츠 에리코, 마츠시타 카즈에
- 음악 : 오오시마 미치루
- 테마 음악 연주 : NHK 교향악단
- 테마 음악 지휘 : 코이즈미 카즈히로
- 각본 협력 : 야마우에 치하루, 코마츠 요시코
- 타이틀 영상 : O.L.M 디지털
- 이야기 : 미야모토 노부코
- 부 음성 해설 : 우가키 히데나리
- CG 제작 : 자카 미사코
- VFX 제작 : 타카하시 요시히로
- 제작 총괄 : 나이토 신스케
- 프로듀서 : 요시나가 아카시
- 연출 : 카타오카 케이지, 타카하시 요이치로, 노다 유스케, 이치키 마사에, 오자키 히로카즈

## 방송일 및 부제·시청률
- 첫화와 최종화는 75분 확대 방송. 제35화 방송은 제45회 중의원 의원 총선거의 보도 특집을 위해 시작 시간이 19:10로 앞당겨 방송되었다.
- 처음에 그 시간의 키워드가 되는 단어를 표시하고, 일부 시간을 제외한 아나운서 모리모토 다케시게의 해설(처음 가이드) 이후 오프닝, 본편, 차회 예고, "천지인 기행" 프로그램으로 구성되어 있다.

| 각화                                      | 방송일    | 부제목(원제)   | 시청률 |
| ----------------------------------------- | --------- | -------------- | ------ |
| 제1화                                     | 1월 4일   | 五歳の家臣     | 24.7%  |
| 제2화                                     | 1월 11일  | 泣き虫、与六   | 23.5%  |
| 제3화                                     | 1월 18일  | 殿の初恋       | 24.7%  |
| 제4화                                     | 1월 25일  | 年上の女       | 26.0%  |
| 제5화                                     | 2월 1일   | 信長は鬼か     | 24.2%  |
| 제6화                                     | 2월 8일   | いざ、初陣     | 24.4%  |
| 제7화                                     | 2월 15일  | 母の願い       | 23.2%  |
| 제8화                                     | 2월 22일  | 謙信の遺言     | 23.1%  |
| 제9화                                     | 3월 1일   | 謙信死す       | 20.3%  |
| 제10화                                    | 3월 8일   | 二人の養子     | 22.2%  |
| 제11화                                    | 3월 15일  | 御館の乱       | 22.8%  |
| 제12화                                    | 3월 22일  | 命がけの使者   | 21.7%  |
| 제13화                                    | 3월 29일  | 潜入！武田の陣 | 17.8%  |
| 제14화                                    | 4월 5일   | 黄金の盟約     | 19.8%  |
| 제15화                                    | 4월 12일  | 御館落城       | 19.6%  |
| 제16화                                    | 4월 19일  | 信玄の娘       | 21.1%  |
| 제17화                                    | 4월 26일  | 直江兼続誕生   | 20.1%  |
| 제18화                                    | 5월 3일   | 義の戦士たち   | 16.7%  |
| 제19화                                    | 5월 10일  | 本能寺の変     | 20.2%  |
| 제20화                                    | 5월 17일  | 秀吉の罠       | 21.6%  |
| 제21화                                    | 5월 24일  | 三成の涙       | 21.0%  |
| 제22화                                    | 5월 31일  | 真田幸村参上   | 20.7%  |
| 제23화                                    | 6월 7일   | 愛の兜         | 22.0%  |
| 제24화                                    | 6월 14일  | 戸惑いの上洛   | 22.0%  |
| 제25화                                    | 6월 21일  | 天下人の誘惑   | 20.7%  |
| 제26화                                    | 6월 28일  | 関白を叱る     | 20.3%  |
| 제27화                                    | 7월 5일   | 与六と与七     | 20.1%  |
| 제28화                                    | 7월 12일  | 北の独眼竜     | 21.8%  |
| 제29화                                    | 7월 19일  | 天下統一       | 21.9%  |
| 제30화                                    | 7월 26일  | 女たちの上洛   | 21.0%  |
| 제31화                                    | 8월 2일   | 愛の花戦       | 19.6%  |
| 제32화                                    | 8월 9일   | 世継ぎの運命   | 24.8%  |
| 제33화                                    | 8월 16일  | 五人の兼続     | 20.3%  |
| 제34화                                    | 8월 23일  | さらば、越後   | 14.9%  |
| 제35화                                    | 8월 30일  | 家康の陰謀     | 19.9%  |
| 제36화                                    | 9월 6일   | 史上最大の密約 | 20.4%  |
| 제37화                                    | 9월 13일  | 家康への挑戦状 | 21.6%  |
| 제38화                                    | 9월 20일  | ふたつの関ヶ原 | 20.0%  |
| 제39화                                    | 9월 27일  | 三成の遺言     | 19.5%  |
| 제40화                                    | 10월 4일  | 上杉転落       | 18.8%  |
| 제41화                                    | 10월 11일 | 上杉の生きる道 | 17.7%  |
| 제42화                                    | 10월 18일 | 将軍誕生       | 18.2%  |
| 제43화                                    | 10월 25일 | 実頼追放       | 20.9%  |
| 제44화                                    | 11월 1일  | 哀しみの花嫁   | 19.5%  |
| 제45화                                    | 11월 8일  | 大坂の陣へ     | 22.2%  |
| 제46화                                    | 11월 15일 | 大坂城炎上     | 21.7%  |
| 최종화                                    | 11월 22일 | 愛を掲げよ     | 22.7%  |
| 평균 시청률: 21.2%                        |           |                |        |
| (시청률은 간토 지방·비디오 리서치사 조사) |           |                |        |

## 같이 보기
- 대하드라마 (NHK)